# Tramway de Pontcharra à la Rochette et Allevard

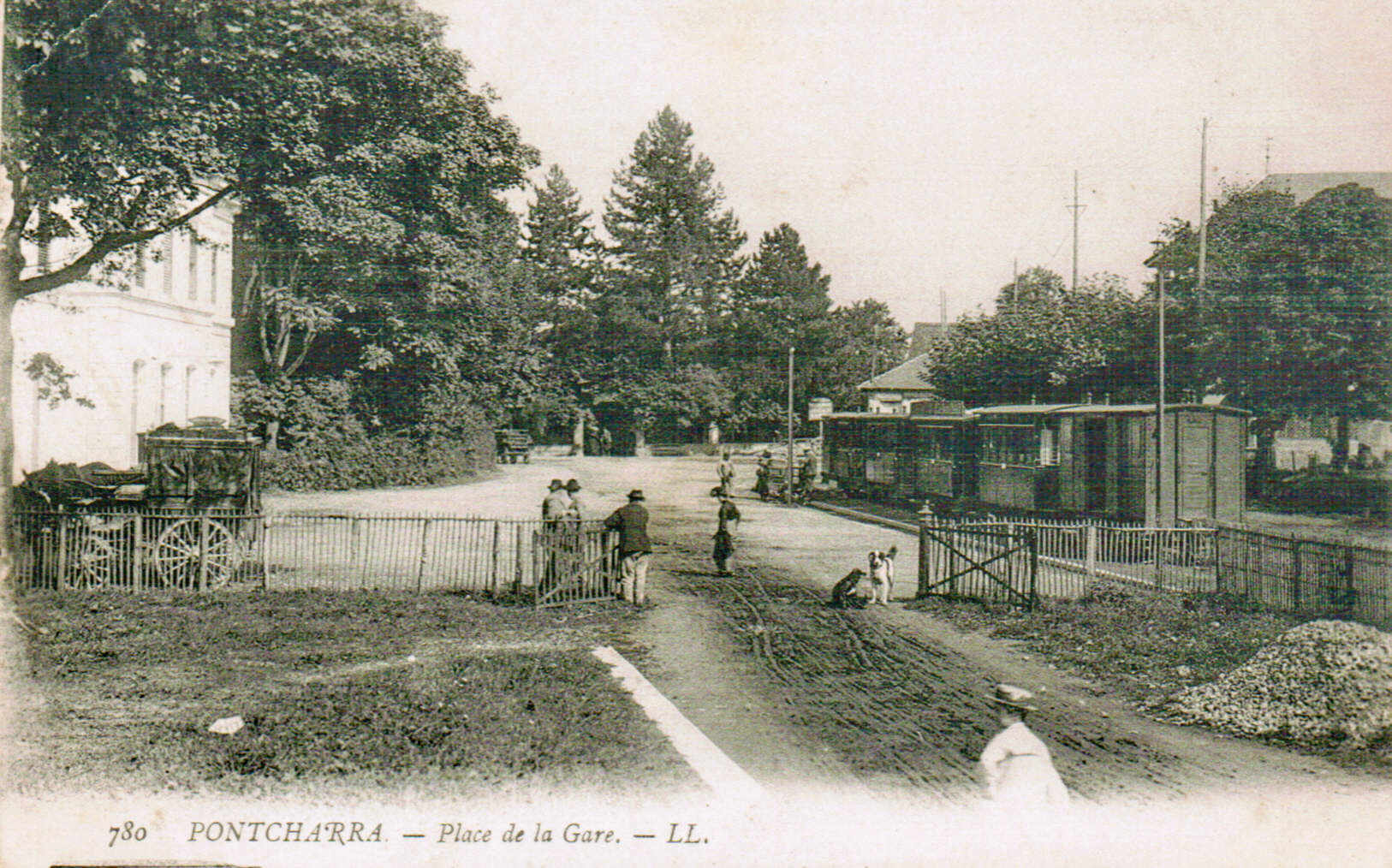
Le terminus de la ligne se faisait sur la place de la gare de Pontcharra-sur-Bréda

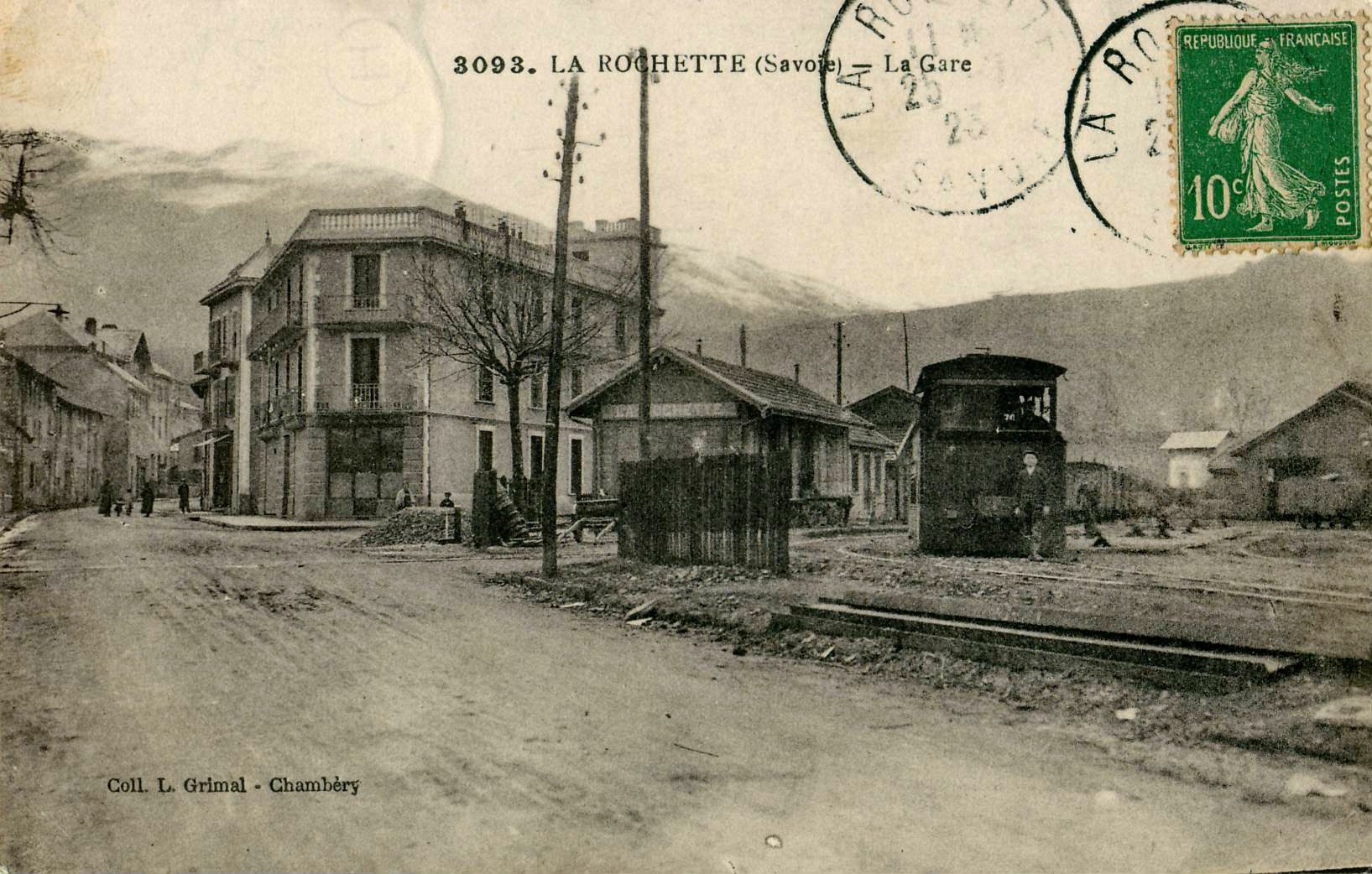
Locomotive type bicabine évoluant gare de La Rochette

Le tramway de Pontcharra à la Rochette et Allevard est un tramway à vapeur, construit à la fin du XIXe siècle entre les départements de l'Isère et la Savoie. La ligne reliait la gare PLM de Pontcharra à La Rochette, avec un embranchement de Détrier à Allevard. Le parcours se faisait en empruntant la vallée du  Bréda.
La voie était construite à l'écartement métrique et empruntait sur la totalité l'accotement de la route. Le dépôt était situé à La Rochette.
La concession est attribuée le 5 aout 1892 a MM. Favre, Grosset et Bastin. 
La ligne est déclarée d'utilité publique le 16 aout 1893.
L'exploitation était assurée par la Compagnie des Tramways de Pontcharra à La Rochette et à Allevard-Les-Bains, fondée le 14 décembre 1894, chez Maitre Letord notaire à Lyon, cette compagnie se substituant aux concessionnaires initiaux, MM. Grosset et Bastin (M. Favre étant décédé et ses héritiers renoncent à toute participation).

## Historique
L'ouverture des lignes se fait en 1895 :
Pontcharra - Détrier, 9 km
Détrier -  La Rochette, 3 km
Détrier - Allevard, 6 km (embranchement)
La fermeture au service voyageur a lieu en 1932, et au service marchandise en 1947. La section La Rochette-Pontcharra est alors transformée en voie normale et fonctionne jusqu'à 1988, avec notamment les circulations du CFTB (Chemin de Fer Touristique du Bréda).

### Gares
La gare de Pontcharra donnait correspondances au PLM. Celle de Détrier était à la jonction des lignes d'Allevard et La Rochette. Elle possédait des voies en triangle, dans les trois directions. La gare d'Allevard est reconstruite en 1911 avec un bâtiment imposant en raison du tourisme thermal.

### Matériel roulant

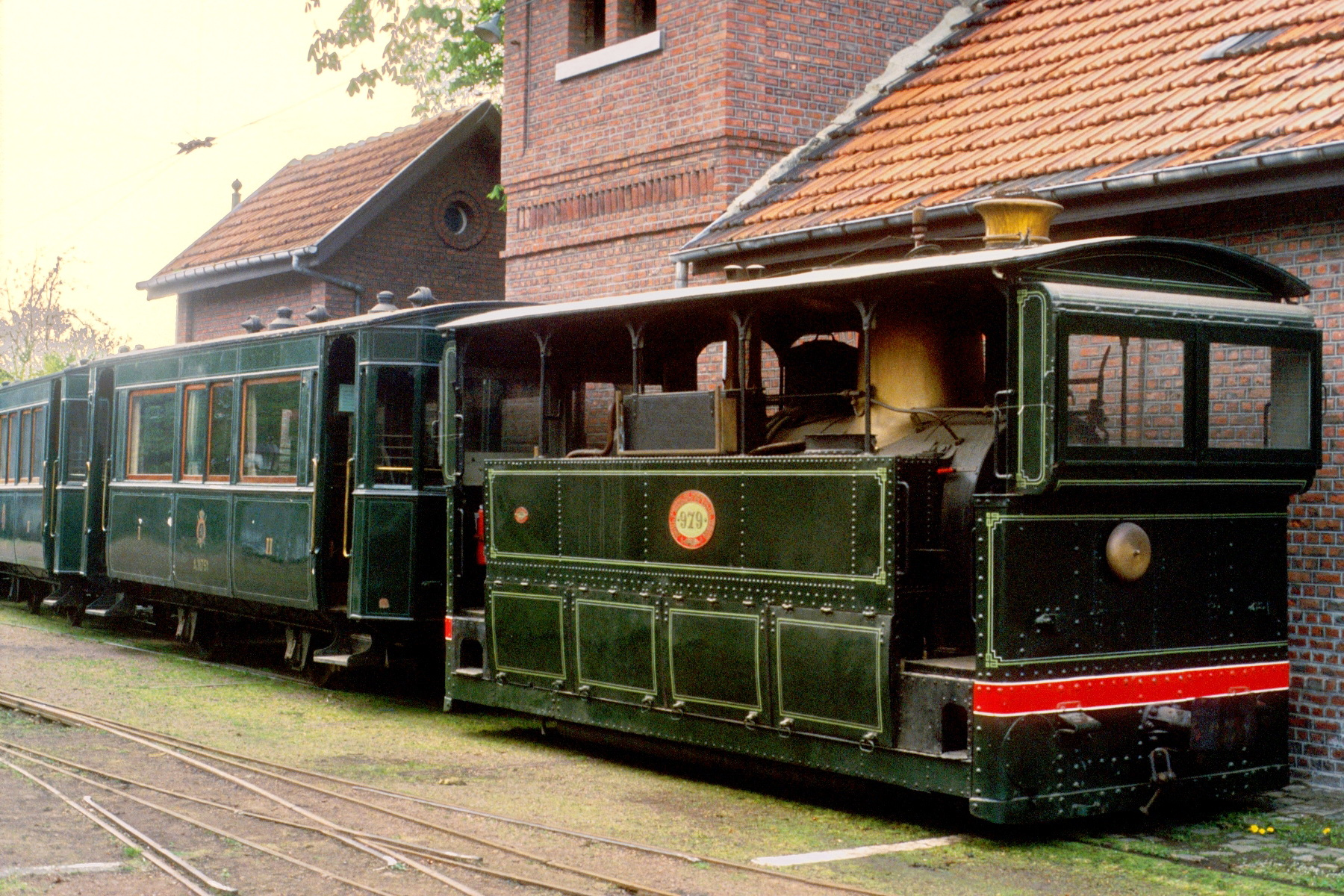
Train vicinal à vapeur, au musée de Schepdaal en Belgique, locomotive comparable à celle du tramway PLA avec la cabine de conduite située à l'avant

Le matériel roulant est constitué de :
- locomotives bicabines type 030t, construites par la maison lyonnaise  Buffaud & Robatel.

030t, N°1 à 4, 1895, poids à vide 18 tonnes
030t, N°5 1910, poids à vide 18 tonnes
- voitures voyageurs

6 voitures 1re classe, à 2 essieux
4 voitures 2e classe, à 2 essieux
2 voitures 1re / 2e classe, à 2 essieux
- wagons de marchandises

63 wagons de marchandises, à 2 essieux
Matériel complémentaire :
1 voiture à bogies provenant du chemin de fer Orange - Buis-les-Baronnies, acquise en 1940 pour assurer le trafic voyageur en raison de l'absence d'autocar disponibles pendant la période de l'occupation.